# Route de l'étain
La route de l’étain était une route commerciale, en fait un ensemble de trajets commerciaux sur lesquels circulait l'étain à la fin de la Préhistoire et pendant la haute Antiquité à travers l'actuel territoire français.

## Éléments d'information
L’étain était recherché car, fondu en juste quantité avec le cuivre, il devenait du bronze, un alliage beaucoup plus résistant que le cuivre seul et qui est resté important même après l’avènement du fer au milieu du Ier millénaire av. J.-C. Or il se trouve que les civilisations du bassin méditerranéen disposaient de cuivre, mais que l'étain se trouvait en abondance dans des régions assez éloignées, l'Armorique et surtout la Bretagne (l'actuelle Grande-Bretagne), dans la péninsule de Cornouailles.
La route de l'étain reliait le sud-ouest de cette Bretagne insulaire à la mer Méditerranée. Mais, jusqu'à la conquête de la Gaule par les Romains, cette route de l'étain est restée assez mystérieuse pour les cultures riveraines de la Méditerranée, en raison de l'éloignement mais aussi d'un souci de secret des opérateurs de ce trafic commercial. Il a longtemps subsisté beaucoup d'interrogations à son sujet, en particulier celui du site de Corbilo, que les Grecs Polybe et Strabon situaient au IIe siècle av. J.-C. sur la Loire, mais qui reste toujours  non identifié.
La route de l'étain passait par la vallée du Rhône qui est devenue une voie d'approvisionnement en minerai majeure pour les pays méditerranéens pendant l'âge du bronze. L'étain, venu d'Armorique et de Cornouailles, était transporté par mer, et aussi par terre, jusqu'à l'estuaire de la Loire. De là, il remontait le fleuve afin de pouvoir rejoindre le Rhône. 
Ce trajet, qui permettrait d’éviter d’avoir à contourner la péninsule ibérique, est attesté par Diodore de Sicile qui, au Ier siècle avant notre ère, qui parlait d'un périple de trente jours pour atteindre l'embouchure du Rhône. Certains suggèrent un passage par Roanne, d'autres par la route du Puy-en-Velay et le col du Roux, près de Saint-Cirgues-en-Montagne. Trafic qui n'était pas sans risque comme en témoigne l’hypogée de Roaix, daté de la fin du chalcolithique. Situé au quartier des Crottes, il contenait 30 corps qui tous portent des traces de blessures ou de traumatismes mortels, résultat d'une guerre locale liée au trafic de l'étain.
Traditionnellement, on admet que la route de l'étain suivait principalement les voies navigables de Gaule (Loire-Rhône puis Seine-Loire-Rhône et dans une moindre mesure via la Garonne). On a retrouvé plusieurs racloirs triangulaires étamés de l’âge du bronze, aux alentours du port de Nantes (traitant notamment l'étain issu de la mine d'Abbaretz) et d'autres villes portuaires telles que Toulouse et Narbonne.
L’usage par les Gaulois mandubiens de l’étain en alliage avec le cuivre nous a été rapporté par Pline l’Ancien. Il indique que l’incoctilia, un type de vase couvert d’une couche étamée, était une spécialité de l’oppidum d’Alesia (incoquere coepere in Alesia oppido).
Les commanditaires furent d’abord les Phéniciens puis les Grecs et les Étrusques. Le périple d'Himilcon, explorateur carthaginois du Ve siècle av. J.-C., l'aurait mené vers les îles Cassitérides.
À partir de la conquête romaine, il semble que cette route empruntait la Via Agrippa,  qui permettait de raccourcir le parcours maritime.